# Eucalyptus eremophila
Eucalyptus eremophila ist eine Pflanzenart innerhalb der Familie der Myrtengewächse (Myrtaceae). Sie kommt im Süden von Western Australias vor und wird dort „Sand Mallee“, „Tall Sand Mallee“ oder „Eastern Goldfields Horned Mallee“ genannt.

## Beschreibung

### Erscheinungsbild und Blatt
Eucalyptus eremophila wächst in der Wuchsform der Mallee-Eukalypten, dies ist eine Wuchsform, die mehr strauchförmig als baumförmig ist, es sind meist mehrere Stämme vorhanden, die einen Lignotuber ausbilden oder als Baum, der Wuchshöhen von bis 2 bis 8 Meter erreicht. Die Borke ist am gesamten Baum glatt und grau-braun, braun oder gelb. Im Mark der jungen Zweige gibt es Öldrüsen, nicht aber in der Borke.
Bei Eucalyptus eremophila liegt Heterophyllie vor. Die Laubblätter sind stets in Blattstiel und Blattspreite gegliedert. Die Blattstiele sind schmal abgeflacht oder kanalförmig. An mittelalten Exemplaren ist die Blattspreite elliptisch bis eiförmig, gerade, ganzrandig und matt grau-grün. Die auf Ober- und Unterseiten gleichfarbig glänzend grau-grünen Blattspreiten an erwachsenen Exemplaren sind schmal lanzettlich oder elliptisch, relativ dick, gerade, verjüngen sich zur Spreitenbasis hin und ihr oberes Ende kann spitz, stumpf oder gerundet ausgebildet sein. Die kaum erkennbaren Seitennerven gehen in einem spitzen oder sehr spitzen Winkel vom Mittelnerv ab. Die Keimblätter (Kotyledone) sind zweiteilig.

### Blütenstand und Blüte
Seitenständig an einem bei einer Breite von bis zu 3 mm im Querschnitt schmal abgeflachten oder kantigen Blütenstandsschaft stehen in zusammengesetzten Gesamtblütenständen etwa drei- bis siebenblütige Teilblütenstände. Die Blütenknospen sind schnabelförmig und nicht blaugrün bemehlt oder bereift. Die Kelchblätter bilden eine Calyptra, die früh abfällt. Die glatte Calyptra ist schnabelförmig, dreimal so lang wie der glatte Blütenbecher (Hypanthium) und schmaler als dieser. Die Blüten sind weiß, cremeweiß, gelb, rosafarben oder rot. Die Blütezeit in Western Australia reicht von August bis Dezember.

### Frucht
Die Frucht ist zylindrisch, birnen- oder glockenförmig. Der Diskus ist eingedrückt, die Fruchtfächer stehen heraus.

## Vorkommen
Das natürliche Verbreitungsgebiet von Eucalyptus eremophila ist der Süden von Western Australia, um Geraldton, und der südliche Teil des Zentrums von Western Australia, um Kalgoorlie-Boulder, Albany und Esperance. Eucalyptus eremophila kommt in den selbständigen Verwaltungsbezirken Bruce Rock, Coolgardie, Dumbleyung, Dundas, Esperance, Jerramungup, Kalgoorlie-Boulder, Kent, Kondinin, Kulin, Lake Grace, Quairading, Ravensthorpe und Yilgarn in den Regionen Goldfields-Esperance, Great Southern und Wheatbelt vor.
Eucalyptus eremophila wächst auf gelben oder roten Sand-, Ton- oder Lehmböden oder auf mageren Böden über Granit. Eucalyptus eremophila findet man auf welligen Ebenen, Sanddünen und Hügeln.

## Taxonomie
Die Erstbeschreibung erfolgte 1904 durch Ludwig Diels als Varietät der Art Eucalyptus occidentalis unter dem Namen (Basionym) Eucalyptus occidentalis var. eremophila Diels unter dem Titel Fragmenta Phytographiae Australiae occidentalis. Beiträge zur Kenntnis der Pflanzen Westaustraliens, ihrer Verbreitung und ihrer Lebensverhältnisse in Botanische Jahrbücher für Systematik, Band 35 (2), S. 442. Das Typusmaterial weist die Beschriftung in distr. Coolgardie pr. Boorabbin in glareosis fl. m. Nov. (E. PRITZEL, Pl. Austr. occ. 917), pr. munic. Coolgardie in fruticetis apertis arenoso-lutosis flor. m. Oct. (D. 5237), in frutecis apertis lutoso-lapidosis fl. m. Nov. pr. Gilmores (D. 5264) auf. Maiden gab ihr 1921 den Rang einer Eucalyptus eremophila (Diels) Maiden in Journal and Proceedings of the Royal Society of New South Wales, Volume 54, S. 71.